# Magdalena-Ratte
Die Magdalena-Ratte (Xenomys nelsoni) ist eine in Mittelamerika lebende Nagetierart aus der Gruppe der Neuweltmäuse. 
Magdalena-Ratten erreichen eine Kopfrumpflänge von rund 16 Zentimetern, hinzu kommt ein 14 bis 17 Zentimeter langer Schwanz. Ihr Fell ist an der Oberseite rötlich oder rotbraun gefärbt, der Bauch ist weiß. Über jedem Auge und hinter jedem Ohr befindet sich ein weißer Fleck, auch der Bereich der Oberlippe ist weiß gefärbt. Die relativ großen Ohren sind nackt, der Schwanz hingegen dicht behaart.
Diese Nagetiere sind nur von drei Stellen in den mexikanischen Staaten Colima und Jalisco (im Südwesten) bekannt. Ihr Lebensraum sind Wälder nahe der Küste. Die IUCN listet sie als stark gefährdet (endangered) und den Populationstrend als abnehmend.
Über die Lebensweise ist wenig bekannt. Die Tiere sind nachtaktive Baumbewohner, die schnell und geschickt im Geäst klettern können. Zur Ruhe ziehen sie sich in Baumhöhlen zurück.
Die Magdalena-Ratte ist eng mit den Amerikanischen Buschratten (Neotoma) verwandt und wird manchmal in diese Gattung eingegliedert.